# Sân bay Nîmes-Arles-Camargue
Sân bay Nîmes-Arles-Camargue (tiếng Pháp: Aéroport de Nîmes-Arles-Camargue) (IATA: FNI, ICAO: LFTW), đôi khi gọi là Sân bay Garons, là một sân bay có cự ly 12 km về phía nam thành phố Nîmes ở làng Saint-Gilles. Sân bay này phục vụ vùng Provence, là sân bay chính của Camargue. Sân bay này có hãng Ryanair đang hoạt động, ngoài ra đây cũng là một căn cứ hải quân của không quân Pháp.

## Hãng hàng không và tuyến vay
- Ryanair (Brussels Charleroi, Liverpool, London Luton)